# Yoshikazu Hiroshima
Yoshikazu Hiroshima (Japans: 廣嶋 禎数, Hiroshima Yoshikazu) (Osaka, 22 mei 1962) is een Japanse assistent-scheidsrechter, die ook internationaal actief is. Hij vlagde op het WK in 2006 in Duitsland.
Hiroshima vlagde onder meer bij de wedstrijd tussen Frankrijk en Nieuw-Zeeland tijdens de Confederations Cup in 2003.
Tijdens het WK was hij een van de assistenten van Toru Kamikawa. Hiroshima vlagde bij de groepswedstrijden Polen - Ecuador, Engeland - Trinidad en Tobago en de troostfinale Duitsland - Portugal.